# Mahala (sikhisme)
Mahala est un terme utilisé dans le sikhisme pour désigner les auteurs du Guru Granth Sahib, le livre saint des sikhs, avec un chiffre plutôt qu'avec leurs noms. En fait chaque guru fondateur du sikhisme est noté comme ceci, par exemple: Mahala I, pour désigner là Guru Nanak, le premier gourou; Mahala II désigne le deuxième gourou, Guru Angad...etc.
Mahala peut s'écrire Mahalla ou Mehla. Le mot à l'origine vient de la culture arabo-perse.
À titre d'exemple, page 44 du livre saint, le Guru Granth Sahib, il est écrit:
ਸਿਰੀਰਾਗੁ  ਮਹਲਾ  ੫  ॥ 
soit, en anglais :
(Siree Raag), Fifth Mehl; c'est-à-dire: cinquième Mehl ce qui veut dire que Guru Arjan, le cinquième gourou du sikhisme a écrit les versets qui suivent cette indication.
Pour autant le mot Nanak se retrouve dans les écrits des Gurus qui ont été compilés dans le Guru Granth Sahib. Ce mot Nanak rappelle alors, que l'essence des dix Gurus du sikhisme est identique et qu'elle vient de Guru Nanak.